# Santa Clara (Michoacán)
Santa Clara es una localidad del estado mexicano de Michoacán. Es parte del municipio de Puruándiro.

## Toponimia
El nombre «Santa Clara» hace referencia a la santa patrona de la localidad: Clara de Asís.

## Demografía
| Gráfica de evolución demográfica |
|                                  |

| Censo | Población |
| ----- | --------- |
| 1900  | 483       |
| 1910  | 388       |
| 1921  | 421       |
| 1930  | 609       |
| 1940  | 721       |
| 1950  | 596       |
| 1960  | 1135      |
| 1970  | 1359      |
| 1980  | 1306      |
| 1990  | 1862      |
| 2000  | 2257      |
| 2010  | 2633      |
| 2020  | 2423      |